# Ектор Ортіс Бенітес
Ектор Ортіс Бенітес (ісп. Héctor Ortiz Benítez, нар. 2 грудня 1928) — мексиканський футболіст, що грав на позиції півзахисника за клуби «Марте» та «Некакса», а також національну збірну Мексики. Чемпіон Мексики.

## Клубна кар'єра
У футболі дебютував 1949 року виступами за команду «Марте», в якій провів один сезон. 
1952 року перейшов до клубу «Сакатепек», за який відіграв 4 сезони. За цей час став чемпіоном Мексики.
1956 року перейшов до клубу «Некакса», за який відіграв 1 сезон. Завершив професійну кар'єру футболіста виступами за команду «Некакса» у 1957 році.

## Виступи за збірну
1949 року дебютував в офіційних матчах у складі національної збірної Мексики. Протягом кар'єри у національній команді провів у її формі 8 матчів, забивши 2 голи.
У складі збірної був учасником чемпіонату світу 1950 року у Бразилії, де зіграв з Бразилією (0-4), з Югославією (1-4) і зі Швейцарією (1-2). Забив 1 гол з пенальті у грі з Югославією.

## Титули і досягнення
- Переможець Чемпіонату НАФК: 1949
- Чемпіон Мексики (1):

«Сакатепек»: 1954-1955
- Переможець Ігор Центральної Америки та Карибського басейну: 1959